# Urbanya
Urbanya är en kommun i departementet Pyrénées-Orientales i regionen Occitanien i södra Frankrike. Kommunen ligger i kantonen Prades som tillhör arrondissementet Prades. År 2022 hade Urbanya 45 invånare.

## Befolkningsutveckling
Antalet invånare i kommunen Urbanya
| Referens: INSEE |